# Jakob Johann von Weyrauch

James Weyrauch als Mitglied des Corps Tigurinia Zürich, 1868

Jakob Johann (James) Weyrauch, ab 1899 von Weyrauch, (* 8. Oktober 1845 in Frankfurt am Main; † 13. Februar 1917 in Stuttgart) war ein deutscher Mathematiker, Ingenieur und Hochschullehrer an der Technischen Hochschule Stuttgart, die er auch zeitweise als Rektor leitete.

## Leben
Weyrauch war ein Sohn des Kaufmanns Robert Weyrauch und dessen Ehefrau Berta Weyrauch geb. Waenz. Er verlor früh seine Eltern und wuchs im Haus eines evangelischen Pfarrers auf. Er studierte von 1864 bis 1867 Ingenieurwesen (und gleichzeitig Mathematik und Physik für das Lehramt) am Polytechnikum Zürich (Mitglied des Corps Helvetia Zürich (WSC)) und an der Universität Zürich (Mitglied des Corps Tigurinia). Er promovierte im Jahr 1868. Danach leistete er seinen Militärdienst und arbeitete zeitweilig beim Bau der Berliner Verbindungsbahn. Er nahm am Deutsch-Französischen Krieg 1870/1871 teil und setzte danach sein Studium in Brüssel und an der Pariser Sorbonne fort und reiste durch Großbritannien, Belgien, Deutschland und Österreich. Nach der Habilitation 1874 an der Technischen Hochschule Stuttgart wurde er dort 1876 außerordentlicher und 1880 ordentlicher Professor für Ingenieurtechnik, Elastizitätslehre, Wärmetheorie und Aeromechanik. Mehrfach bekleidete er das Amt des Rektors (1889–1892, 1899–1902). Mehrere Rufe an andere Hochschulen schlug er aus.
In seinem Buch Allgemeine Theorie und Berechnung der kontinuierlichen und einfachen Träger von 1873 führte er die Methode der Einflusslinien ein, diese Bezeichnung stammt von ihm. 1874 veröffentlichte er die erste historische Analyse der Grafischen Statik (Die Graphische Statik. Historisches und Kritisches).
Er veröffentlichte die Arbeiten von Robert Mayer und vertrat dessen Priorität (gegenüber Hermann von Helmholtz) als Begründer des Energieerhaltungssatzes. Er bemühte sich auch darum, die Baustatik aus allgemeinen Prinzipien – zum Beispiel basierend auf dem Energiesatz – zu begründen und nahm damit nach Kurrer eine Pionierrolle in der klassischen Phase der Strukturmechanik ein. Wegen seiner liberalen Geisteshaltung und einiger scharfer Polemiken, in die er verwickelt war, blieb ihm nach Kurrer in Deutschland die Anerkennung versagt, er war weder Mitglied von Akademien noch erhielt er eine Ehrendoktorwürde.
Er war in eine Polemik mit Julius Weingarten über die thermodynamischen Aspekte des Satzes von Castigliano verwickelt.

## Ehrungen
- 1881 und 1883 erhielt er den Telford Prize der Institution of Civil Engineers.
- 1899 wurde er mit dem Ehrenkreuz des Ordens der Württembergischen Krone ausgezeichnet[2], damit war der persönliche Adel (Nobilitierung) verbunden.

## Politik
1907 gehörte er als Vertreter der Technischen Hochschule Stuttgart wenige Monate dem württembergischen Landtag an, er legte das Mandat aus gesundheitlichen Gründen nieder.

## Schriften
- Allgemeine Theorie und Berechnung der kontinuierlichen und einfachen Träger. B. G. Teubner, Leipzig 1873.
- Die Graphische Statik. Historisches und Kritisches. In: Zeitschrift für Mathematik und Physik, 19. Jahrgang 1874, S. 361–390.
- Theorie elastischer Körper. Eine Einleitung zur mathematischen Physik und technischen Mechanik. B. G. Teubner, Leipzig 1884.
- Über statisch unbestimmte Fachwerke und den Begriff der Deformationsarbeit. In: Zeitschrift für Architektur und Ingenieurwesen, Jahrgang 1908, S. 91–108.
- Über den Begriff der Deformationsarbeit in der Theorie der Elastizität fester Körper. In: Nachrichten Ges. Wiss., Jahrgang 1909, S. 242–246.
- Der Escher-Linth-Kanal. Eine Historisch-technische Studie. Orell Füssli, Zürich 1868. Digitalisat deutsches-museum.de PDF
- Die Festigkeitseigenschaften und Methoden der Dimensionenberechnung der Eisen- und Stahlkonstruktion. B. G. Teubner, Leipzig 1876. / 2. Auflage, 1889.
  - englische Übersetzung: Strength and calculation of dimensions of iron and steel constructions, with reference to the latest experiments. Van Nostrand, New York City 1877.
- Grundriß der Wärmetheorie. 2 Bände, Konrad Wittwer, Stuttgart 1905 und 1907.
- Theorie der Elastischen Bogenträger. Ackermann, München 1879. / 2. Auflage, 1897.
- Elastische Bogenträger. 3. Auflage, Konrad Wittwer, Stuttgart 1911.

Die Darlegung seiner Theorie der Stützwände durch Malverd Howe erschien 1886 bei John Wiley & Sons in New York (Retaining walls for earth, in 2. Auflage 1891).